# Loxopholis caparensis
Loxopholis caparensis — вид ящірок родини гімнофтальмових (Gymnophthalmidae). Мешкає в Колумбії і Венесуелі.

## Поширення і екологія
Loxopholis caparensis відомі з двох місцевостей, одна з яких розташована в Лісовому заповіднику Капаро у венесуельському штаті Баринас, а друга — в муніципалітеті Араукіта у колумбійському департаментах Араука. Вони живуть у вологих рівнинних тропічних лісах, на висоті від 165 до 174 м над рівнем моря.